# Vieillespesse
Vieillespesse – miejscowość i gmina we Francji, w regionie Owernia-Rodan-Alpy, w departamencie Cantal.
Według danych na rok 1990 gminę zamieszkiwały 254 osoby, a gęstość zaludnienia wynosiła 10 osób/km² (wśród 1310 gmin Owernii Vieillespesse plasuje się na 598. miejscu pod względem liczby ludności, natomiast pod względem powierzchni na miejscu 303.).